# Prince of Persia: The Sands of Time
Prince of Persia: The Sands of Time je action-adventure videoigra koju je razvio i objavio Ubisoft. Objavljena u ožujku 2003. godine, izdana je na Game Boy Advance, PlayStation 2, GameCube, Xbox i Microsoft Windows u studenom 2003. Sands of Time je ponovno pokretanje serijala Prince of Persia, koju je stvorio Jordan Mechner. Mechner je služio kao kreativni savjetnik, dizajner i scenarist za The Sands of Time. 
Serijal je dva puta ponovno pokrenut otkako je kupljen od strane Ubisofta te je također snimljen i film Prince of Persia: The Sands of Time, djelomično napisao Mechner, a Walt Disney Pictures objavio 2010. godine. Remake igrice je najavljen 2020. godine te će izaći 21. siječnja 2021. godine.
Igra prati neimenovanog Princa čiji otac je u opsadi grada Maharadže na poticaj izdajničkog Vezira. Tijekom napada, Princ dobiva artefakt nazvan Bodež vremena, dok njegova vojska sprema pješčani sat koji sadrži Pijesak vremena. Posjetivši Azad kako bi Pješčani sat predao kao dar gradskom vladaru, Vezir prevari Princa da pusti Pijesak, pretvarajući gradsko stanovništvo u divlja čudovišta. Zajedno s Maharadžinom kćeri Farah, Princ radi na ispravljanju svoje pogreške i vraćanju Pijeska u pješčani sat. Igranje se vrti oko prinčevih sposobnosti platformiranja, razbijenih borbama sa stvorenjima koja su stvorili Sands. Ključni mehaničar u igri koristi bodež za premotavanje vremena ako princ pogriješi u platformiranju i koristi ga za ubijanje i zamrzavanje neprijatelja.
Konceptni radovi započeli su u proljeće 2001. godine, nakon što je Ubisoft nabavio katalog Prince of Persia. Nakon što je Mechner doveden u tim, rad na igri je započeo u lipnju te godine. U igri se koristio Ubisoftov Jade Engine, izvorno dizajniran za Beyond Good & Evil, još jednu igru koju je tvrtka objavila. Proizvodnja je bila uznemirena, jer se tim suočio s problemima sa strukturom motora i kasnom izradom okoliša igre, dok je istovremeno uspio stvoriti učinkovitu mrežu testera kako bi potražio programske pogreške. 2004. godine Gameloft je razvio i objavio verziju za mobilne telefone u Sjevernoj Americi.
Po izlasku, igra je dobila dobre kritike, nominirana je i osvojila je brojne nagrade, a mnogi su ga prepoznali kao jednu od najvećih videoigara svih vremena. Prodaja naslova u početku je bila spora, ali na kraju je postala komercijalni uspjeh. Njegov je uspjeh potaknuo razvoj nastavka Prince of Persia: Warrior Within, koji je objavljen u studenom 2004. Igra je dobila još dva nastavka koja se nastavljaju na istu priču, Prince of Persia: The Two Thrones iz 2005. godine i Prince of Persia: The Forgotten Sands koji je izašao 2010. godine.  Od 2014. godine, igra se prodala u više od 14 milijuna primjeraka širom svijeta, na svim platformama. Remake igre pod nazivom Prince of Persia: The Sands of Time Remake najavljen je na Ubisoftu Forward 2020, a planirano je za Microsoft Windows, PlayStation 4 i Xbox One. 

## Igra
Princ je u borbi s čudovištima od pijeska. Prince of Persia: The Sands of Time akcijski je avanturistički puzzle-platformer. Igrač kontrolira glavnog protagonista, neimenovanog Princa iz kraljevstva u Perziji. Okruženja u igrici se vide kroz kontrolirani pogled trećeg lica. Princa je moguće pomicati u svim smjerovima i sposoban je manipulirati velikim predmetima poput blokova i poluga povezanih s mehanizmima. Njegov mjerač zdravlja i snage prikazan je u gornjem lijevom kutu zaslona. Princ obnavlja zdravlje pijući vodu iz bazena i fontana. Prikupljanje pijeska povećava Prinčevu moć, a pijenje iz skrivenih čarobnih fontana povećava prinčevo maksimalno zdravlje. Tijekom nekoliko levela u igri, Princu pomaže njegova suputnica Farah koja ispaljuje luk i strijelu na neprijatelje, iako njezine strijele mogu pogoditi i Princa ako zaluta u njezinu liniju vatre. Čudovišta će je napasti, a ako bude ubijena, igra završava.
Tijekom istraživanja Princ se kreće područjima ispunjenim zamkama: te zamke uključuju jame za klance, zamke sa strijelama, oštrice i pile montirane na zid te predenje s bodljikavim kolcima. Prinčev glavni kontekstualni potez je trčanje zidom, akcija u kojoj trči na zid i duž njega na zadanu udaljenost, bilo da bi sletio na platformu ili skočio s nje. Prinčeve druge akrobatske sposobnosti uključuju penjanje duž i preko izbočina, hodanje po gredama, ljuljanje i skakanje sa stupova, skakanje na i između stupova te ljuljanje na užadima. Tijekom Princeova putovanja susreću se velike zagonetke iz okoliša, koje se protežu na više područja u velikim sobama. Mnoge su zagonetke kooperativne, kojima je potrebna Farahova pomoć da ih ispune. U borbi, Princ se bori protiv čudovišta koja su stvorili Sands zaražavajući stanovnike Palače. Jedna naredba kontekstualno pokreće različite poteze ovisno o položaju i kretanju smjera, dok drugi posebni potezi poput napada salta i odbijanja zidova u neprijatelje zahtijevaju dodatne naredbe. Neprijatelje se može ubiti samo bocanjem Bodeža vremena koji sakuplja Pijesak u njima.

## Radnja igre
Priča je smještena u Perziju tijekom 9. stoljeća nove ere, a započinje s Princom koji nevidljivom slušatelju pripovijeda o svojim pustolovinama. Princ i vojska njegovog oca Sharamana prolaze kroz Indiju u posjet sultanu Azadu. Vezir lokalnog maharadže, želeći spriječiti njegovu smrt upotrebom supstance poznate pod nazivom Pijeskovi vremena, mami ih da napadnu palaču Maharadže, u kojoj su pohranjeni Pijesci. Tijekom borbe, Princ plijeni artefakt nazvan Bodež vremena, a Maharadžina kći Farah uzima se na dar za sultana Azada. Posjetivši Azad, vezir prevari princa da pusti Pijesak, pretvarajući sve osim princa, vezira i Farahu (zaštićene bodežom, palicom i medaljonom) u čudovišta. Vezir pokušava oduzeti bodež od princa, ali on bježi i na kraju se udružuje s Farahom da poništi štetu koju je prouzročio i spriječi Pijesak da pokrije svijet, iako sumnja u njezinu odanost i motive.
Nakon dugotrajnog putovanja palačom Azad i dostizanja pješčanog sata u Kuli od Zore, Princ oklijeva slijedeći Farahine upute o zadržavanju Pijeska, nesiguran hoće li joj vjerovati. Vezir im postavi zasjedu i jedva pobjegnu s Bodežom, završavajući u grobnici ispod grada. Na kraju pronašavši sklonište u tajanstvenom kupalištu, njih dvoje se odmaraju i počinju pokazivati osjećaje jedno prema drugome. Kad se princ probudi u palači, Farah je otišla s Bodežom, ostavljajući mu svoj medaljon. On je pokušava pratiti te je tek uspijeva uhvatiti taman kada je čudovišta napdanu i sruše preko rupe iznad pješčanog sata. Kako bi spasila princa, Farah si dopušta da padne do smrti. Dok Princ tuguje za njom, Vezir mu nudi vječni život u zamjenu za bodež. Princ odbije i iz bijesa ubode pješčani sat s Bodežom. Vrijeme se vraća unatrag prije napada na palaču Maharadže, a Princ, još uvijek u posjedu Bodeža i njegovih sjećanja. Otrči prema palači kako bi upozorio Farah na Vezirovu izdaju. Sada se otkriva da je Princ prepričavao svoju priču Farah, a kad je završio, Vezir ulazi da ga ubije. Princ ubija vezira i vraća Bodež Farah, koja vjeruje da je njegova pripovijest bila samo priča. Na rastanku Princ spominje privatnu riječ koju mu je rekla za vrijeme boravka u grobnici, ostavljajući je zbunjenom.

## Nerpijatelji
- Indijski Čuvari
- Indian Kopljanici
- Pješčani Kralj
- Plavi Generali od pijeska
- Čuvari pijeska
- Harem Pješčana stvorenja
- Harem Pješčana čuvari
- Crveni Čuvari pijeska
- Pješčani Kovači
- Stvorenje sluga pijeska
- Sjekira pijesak stvorenje
- Pješčani ratnici
- Pješčani šišmiši
- Pješčane ptice
- Skarabeji

## Nasljeđe
Nakon prve igrice u serijalu The Sands of Time, izašla je druga pod nazivom Prince of Persia: Warrior Within koja je imala tamnjiji osjećaj kao i tamniju priču od prve igre. Zbog različlitih kritika, Ubisoft je treću igru u serijalu odlučio napraviti više sličnom prvoj igri te ju je nazvao Prince of Persia: The Two Thrones. Oboje igrice su bile odlične i dobro primljene od strane fanova.
U 2008. godini Ubisoft je odlučio napraviti reboot serije koja je bila inspirirana The Sands of Time-om, ali s kompletno različitom pričom i mehanizmom. Nazvana je Prince of Persia (2008) i primljena je s različitim mišljenjima. Mnogi su se sloćili kako je ta igrica kompletno drugačija od prijašnjih igrica u serijalu Prince of Persia te je zbog toga u 2010. godini Ubisoft odlučio napraviti novi nastavak na originalnu trilogiju The Sands of Time. Ta igra je nazvana Prince of Persia: The Forgotten Sands čija radnja se događa prije Warrior Within igre. Mnogi su složili kako je igrica dobra, ali kako jednostavno ne pristaje originalnoj trilogiji.
Nakon igre The Two Thrones, Ubisoft je započeo na radni kompletno nove igrice u franšizi pod nazivom Prince of Persia: Assassins koja se bazirala na plaćenim ubojicama koji su izvršavali Prinčeve naredbe. Ta priča je odbačena te je iz tog prototipa nastala nova franšiza pod nazivom Assassin's Creed te je postala jedna od najpopularniji igrica koju je Ubisoft ikad kreirao.
U 2010. godini Ubisoft je, uz Disney, snimio film koji je baziran na Prince of Persia: The Sands of Time igri te ga je nazvao istim imenom.

## Prince of Persia: The Sands of Time Remake
Prince of Persia: The Sands of Time Remake je action-adventure videoigra koju su razvili Ubisoft Pune i Ubisoft Mumbai, a izdao Ubisoft. Igra je remake istoimene videoigre, a objavljena je 10. rujna 2020. tijekom UbiForward-a. Planirani datum izlaska bio je 21. siječnja 2021. Datum izlaska je još jednom pomakntu dok 5. veljače je datum igre postavljen na neodređeni datum.

### Igra
Kamera, kontrole i borba igre potpuno su obnovljeni i ažurirani prema današnjim standardima. Igra je potpuna rekreacija originalne igre. 

### Razvoj
Programeri su kontaktirali Jordana Mechnera, osnivača prve Prince of Persia igre, i pitali što su on i prethodni tim izbacili iz igre, a da su željeli dodati. Yuri Lowenthal vraća se kao glas Princa, ali sada za njega snima i pokrete. Farah (Prince of Persia) ima novu glumicu pod imenom Supinder Wraich.

## Vanjske poveznice
- Službena web stranica Princa Perzije
- Web stranica izdavača igre